# دانق (السبرة)

تعديل مصدري - تعديل

دانق محلة تابعة لقرية الحجرية، التابعة لعزلة بني عاطف بمديرية السبرة إحدى مديريات محافظة إب في الجمهورية اليمنية.، بلغ تعداد سكانها 116 حسب تعداد اليمن لعام 2004.